# Queen Anne (Seattle)
Queen Anne è un quartiere di Seattle, nello stato di Washington. Sorge a nord-ovest rispetto alla Downtown cittadina, ed è situato sull'omonima collina Queen Anne Hill, che ha un'altitudine massima di 139 metri (456 piedi).
La sua denominazione deriva dallo stile architettonico Queen Anne Style, tipico di molti edifici della zona.
Includendo anche i sottoquartieri di North Queen Anne, West Queen Anne, East Queen Anne e Lower Queen Anne (o Uptown), Queen Anne è popolata da circa 36.000 abitanti. In base ai dati del censimento 2010 dello United States Census Bureau, la conformazione etnica vede una prevalenza di bianchi per l'83% della popolazione. L'età media è di 33,9 anni. Il tasso di istruzione è più alto rispetto alla media cittadina.